# La souris part en guerre
 (avril 2013).
Si vous disposez d'ouvrages ou d'articles de référence ou si vous connaissez des sites web de qualité traitant du thème abordé ici, merci de compléter l'article en donnant les références utiles à sa vérifiabilité et en les liant à la section « Notes et références ».
Pour plus de détails, voir Fiche technique et Distribution.
La souris part en guerre (titre original : The Yankee Doodle Mouse en anglais) est un cartoon de William Hanna et Joseph Barbera, faisant partie de la série Tom et Jerry. Il a été récompensé d'un Oscar en 1944.
Réalisé en 1943, il s'agit d'une caricature de la Seconde Guerre mondiale : au cours du dessin animé, on voit que Tom n'est pas malin (voire stupide) et utilise un matériel dégradé et non efficace (c'est la vision du soldat allemand par les Américains). Jerry, quant à lui, représente le soldat américain, toujours au garde à vous, très malin et ayant du matériel de pointe.

## Intrigue
Tom poursuit Jerry à travers une cave, mais la souris plonge avec succès dans son trou de souris (étiqueté "Cat Raid Shelter"). Tom regarde dans le trou, et Jerry lance une tomate d'une souricière sur son visage. Jerry grimpe alors le mur et attrape une poignée d'œufs dans un carton marqué "Hen-Grenades". Alors que Tom essuie la tomate de son visage, il est rapidement recouvert d'œuf, avec un coup dans l'œil, laissant l'effet de lui porter un monocle. Jerry tire les bouchons d'une caisse de champagne, jetant le chat dans une baignoire d'eau avec seulement un pot pour le maintenir à flot. La souris lance rapidement une brique à partir d'une spatule, coulant à la fois le pot et le chat. Un communiqué de guerre est affiché, indiquant "Le chat vu - a coulé le même. Signé, Lt. Jerry Mouse."
Tom s'approche du trou de la souris de Jerry avec un maillet à la main, tandis que Jerry utilise une pipe comme périscope de fortune pour observer; repérant ce piège, il ouvre à la place le placard de la planche à repasser, envoyant la planche s'écraser sur la tête de Tom. La souris charge la planche sur une jeep fabriquée à partir d'une râpe à fromage attachée à un patin à roulettes, déchirant la fourrure de Tom alors qu'il passe à toute vitesse, après quoi la jeep s'écrase contre un mur, envoyant un sac de farine tomber. S'adaptant rapidement à la situation, Jerry attrape le sac et étend un écran de fumée de farine de fortune, qui bloque la vision de Tom mais pas celle de Jerry. Il frappe à plusieurs reprises le Tom presque aveugle à l'arrière avec une planche, mais finalement, Tom tombe au sol face à la souris; il gifle Tom une quatrième fois avant que le chat ne puisse faire quoi que ce soit, conduisant au segment perdu du court métrage.
Après ce segment perdu, Tom, portant désormais un bol comme casque, jette un bâton de dynamite vers Jerry, qui le renvoie aussitôt à Tom; cela continue jusqu'à ce que Jerry le prenne à Tom, provoquant le chat à le voler et ce nouveau cycle à continuer jusqu'à ce que Jerry laisse Tom tenir triomphalement le bâton qui explose. Jerry saute dans une bouilloire pour échapper à la colère du chat, mais Tom le voit et jette un autre pétard dans la bouilloire; Jerry panique, mais l'oxygène est épuisé et la souris s'échappe par le bec sans explosion. Le chat perplexe ouvre le couvercle de la bouilloire et y enfonce toute sa tête juste au moment où le pétard se déclenche, faisant que le visage noir de Tom ressemble à une fleur.
Poursuivant ses tentatives pour faire sauter la souris, Tom lance un avion en papier avec un pétard caché sur le dessus, mais Jerry le repousse sous Tom, qui aperçoit à peine le pétard avant qu'il ne s'éteigne et redevienne noir au visage. Jerry plante alors un énorme bâton de dynamite derrière Tom; le chat le voit et hurle de terreur jusqu'à ce que le cracker se divise en bâtons successivement plus petits rappelant les poupées matriochka, se terminant par une minuscule réplique du pétard original. Tom pense que cela est inoffensif, mais la dynamite explose puissamment.
Jerry saute ensuite dans un avion de fortune fabriqué à partir d'une boîte à œufs et laisse tomber une succession d'ampoules et une bombe à la banane, qui lui ont frappé la tête et le visage. Tom attrape un lanceur de pétards et abat habilement l'avion désormais sans armes de Jerry. Jerry utilise un soutien-gorge pour parachuter de l'avion, mais est à nouveau abattu par Tom. Jerry se précipite dans le trou de sa souris pour s'échapper, mais Tom pousse un canon dans le trou et tire sept coups.
Le mortier poursuit Jerry à travers la cave et finalement, il les conduit dans un tuyau, qu'il tire comme une mitrailleuse dans le canon du canon de Tom. Le canon explose, laissant Tom chevaucher les parties restantes du canon comme une bicyclette, qui s'écrase ensuite contre le mur. En convalescence, Tom tire un pistolet à fléchettes sur Jerry, qui le frappe à la queue alors qu'il tente à nouveau de plonger dans le trou de sa souris.
Tom attrape la souris et l'attache à une fusée enflammée; Jerry fait semblant de s'aider à être ligoté, mais à l'insu de Tom, il attache les mains du chat à la fusée. Jerry sort des cordes, et Tom perplexe ne se rend pas compte de ce qui s'est passé jusqu'à ce que Jerry lui fasse un signe de la main. Il tente en vain de faire sauter le fusible, mais la fusée tire haut dans le ciel et y explose, formant les étoiles et rayures américaines. Jerry salue fièrement le drapeau, et un communiqué final est affiché, disant "ENVOYEZ PLUS DE CHATS! Signé, Lt. Jerry Mouse."